# Tour de France für Automobile 1973

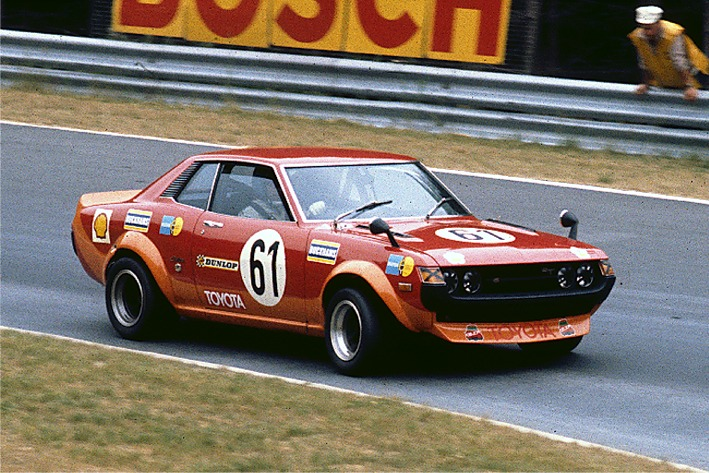
Der Toyota Celica von Ove Andersson und Freddy Kottulinsky, hier beim 6-Stunden-Rennen auf dem Nürburgring 1973; mit demselben Wagen bestritten die beiden Schweden auch die Tour de France

Die Tour de France für Automobile 1973, auch Tour de France, wurde als Etappenrennen für Automobile vom 14. bis 22. September in Frankreich und Spanien ausgetragen.

## Das Rennen
Die Tour Auto wurde 1973 wieder in Nizza gestartet und führte über fünf Teilstücke und die Etappenorte Clermont-Ferrand, Lille, Albi und Biarritz zurück nach Nizza. Die Veranstalter verkürzten die Wertungsprüfungen auf 17 und verzichteten in diesem Jahr auf den Ausflug zum Nürburgring. Im Programm blieb aber das Rundstreckenrennen am Circuit de Montjuïc in Barcelona. Wie in den vergangenen Jahren kamen zu den Rennen auf Rennstrecken auch Bergprüfungen hinzu und die Teilnehmer hatten insgesamt 5500 km zurückzulegen. 77 Teams nahmen am 14. September das Rennen auf, 32 von ihnen konnten es acht Tage später auch beenden.
Die Veranstalter öffneten in diesem Jahre den Wettbewerb auch für Fahrzeuge der Gruppe 5, womit die Werks-Lancia Stratos und die Ligier JS2 startberechtigt waren. Der Gesamtsieg ging an den italienischen Rallyepiloten Sandro Munari. Munari war der erste nicht französische Gesamtsieger seit dem Belgier Lucien Bianchi 1964. Die Damenwertung sicherte sich, wie in den beiden Jahren davor, die Französin Marie-Claude Charmasson, die in diesem Jahr einen Opel Commodore GSE steuerte und den zwölften Rang in der Gesamtwertung erreichte.

## Ergebnisse

### Schlussklassement
| 1           | Gr.4/5 | 111 | Marlboro Lancia Italia  | Sandro Munari Mario Mannucci                     | Lancia Stratos         | 3:24:50,500 |
| 2           | Gr.4/5 | 107 | Alméras                 | Jacques Alméras Serge Mas                        | Porsche Carrera RSR    | 3:29:01,800 |
| 3           | Gr.3   | 81  |                         | Dominique Thirry Jacques Henry                   | Porsche Carrera RS     | 3:32:35,600 |
| 4           | Gr.3   | 79  |                         | Thierry Sabine Jean Delannoy                     | Porsche Carrera RS     | 3:33:18,400 |
| 5           | Gr.3   | 80  |                         | Claude Haldi Miloud Khalfi                       | Porsche Carrera RS     | 3:34:57,700 |
| 6           | Gr.3   | 83  | Ecurie Franco Britannic | Jean Vinatier Jacques Jaubert                    | De Tomaso Pantera      | 3:37:12,200 |
| 7           | Gr.3   | 73  |                         | Gérard Darton-Merlin Gérard Hugon                | Porsche Carrera RS     | 3:38:26,700 |
| 8           | Gr.3   | 68  |                         | Guy Gentis Bernard Poizat                        | Porsche Carrera RS     | 3:41:32,700 |
| 9           | Gr.3   | 70  |                         | Noël Labaune Jean Mauvin                         | Porsche 911 Carrera RS | 3:44:03,500 |
| 10          | Gr.4/5 | 115 |                         | Guy Chasseuil Christian Baron                    | Ligier JS2             | 3:46:12,500 |
| 11          | Gr.2   | 52  |                         | Jean-Claude Briavoine V. Laverne                 | Ford Capri RS          | 3:46:34,300 |
| 12          | Gr.1   | 25  | Henri Greder Racing     | Marie-Claude Charmasson Christine Giganot        | Opel Commodore GS/E    | 3:47:13,800 |
| 13          | Gr.1   | 24  | Henri Greder Racing     | Henri Greder Thomas                              | Opel Commodore GS/E    | 3:48:41,500 |
| 14          | Gr.1   | 10  |                         | F. Vincent R. Salustri                           | Alfa Romeo 2000 GTV    | 3:51:48,800 |
| 15          | Gr.3   | 72  |                         | Pierre Lelong Danger                             | Porsche Carrera RS     | 3:53:51,700 |
| 16          | Gr.1   | 23  |                         | Jacky Ravenel Dany Wauters Ravaze                | Opel Commodore GS/E    | 3:54:18,000 |
| 17          | Gr.2   | 49  |                         | Alain Flotard A. Collard                         | Ford Capri RS          | 3:55:51,300 |
| 18          | Gr.3   | 65  |                         | Roger Adonto P. Pierron                          | Porsche 911S           | 4:01:15,220 |
| 19          | Gr.1   | 14  |                         | Jean-Louis Davin Gilbert Salles                  | Alfa Romeo 2000 GTV    | 4:01:55,200 |
| 20          | Gr.2   | 55  |                         | Raymond Pontier Jean-Sébastien Couloumiés        | BMW 3.0 CSL            | 4:04:29,300 |
| 21          | Gr.1   | 22  |                         | Jean-Louis Ravenel Jacques Levacher              | Opel Commodore GS/E    | 4:05:02,400 |
| 22          | Gr.1   | 11  |                         | „Jaca“ J. Beidel                                 | Alfa Romeo 2000 GTV    | 4:06:22,400 |
| 23          | Gr.2   | 33  |                         | Jean-Paul Moreau J. P. Coquelet                  | Simca 1000 Rallye 2    | 4:07:53,200 |
| 24          | Gr.2   | 37  |                         | Yves Evrard J. L. Demarquet                      | Audi 80                | 4:09:58,200 |
| 25          | Gr.3   | 62  |                         | Roger Soulat „Christo“                           | Fiat 124S              | 4:15:22,700 |
| 26          | Gr.2   | 43  |                         | Bernard Coetmeur J. Betry                        | Renault R12 Gordini    | 4:15:26,200 |
| 27          | Gr.1   | 3   |                         | Claude Buchet R. C. Herren                       | Opel Ascona 16S        | 4:18:06,600 |
| 28          | Gr.2   | 32  |                         | Georges Alexandrovitch Bernard Pujos             | Fiat 128               | 4:21:39,700 |
| 29          | Gr.1   | 27  |                         | Aimé Dirant B. Vautrin                           | BMW 3.0 Si             | 4:26:11,300 |
| 30          | Gr.2   | 57  |                         | Jean-Claude Sellos Scelland Gérard Foucault      | Mercedes-Benz 350 SLC  | 4:26:14,800 |
| 31          | Gr.1   | 12  |                         | Richard Kuss J. Mancini                          | Alfa Romeo 2000 GTV    | 4:28:39,800 |
| 32          | Gr.1   | 2   |                         | Maurice van der Bruwaene André Buge Paul Flament | Audi 80                | 6:06:44,300 |
| Ausgefallen |        |     |                         |                                                  |                        |             |
| 33          | Gr.2   |     |                         | Lucien Guitteny R. Moreau                        | Audi R80               |             |
| 34          | Gr.3   |     |                         | Jean-Marie Alméras                               | Porsche Carrera RS     |             |
| 35          | Gr.4/5 | 102 |                         | Guy Fréquelin Maurice Gélin                      | Porsche Carrera RSR    |             |
| 36          | Gr.4/5 |     |                         | Jean-Claude Guérie Cyril Grandet                 | Ferrari 365 GTB/4      |             |
| 37          | Gr.4/5 | 95  |                         | Jacques Marquet Paoletti                         | Alpine A110            |             |
| 38          | Gr.3   | 84  | Ecurie Franco Britannic | Jean-Luc Thérier Jacky Coolen                    | De Tomaso Pantera      |             |
| 39          | Gr.1   | 9   |                         | Roland Imbert Etienne Stalpaert                  | Alfa Romeo 2000        |             |
| 40          | Gr.1   | 29  |                         | Jean-Claude Depince Belly                        | BMW 3.0 Si             |             |
| 41          | Gr.2   | 40  |                         | Emile Holvoet Claude Laurent                     | Toyota Celica          |             |
| 42          | Gr.2   | 45  |                         | Jean-Claude Gamet W. Huret                       | Ford Escort RS1600     |             |
| 43          | Gr.2   | 53  |                         | Jean-Pierre Rouget P. Routier                    | Ford Capri RS          |             |
| 44          | Gr.2   | 54  |                         | Claus Nolle F. Nolle                             | Mercedes-Benz 280E     |             |
| 45          | Gr.3   | 76  |                         | Francis Roussely J. F. Grobot                    | Porsche 911S           |             |
| 46          | Gr.3   | 85  |                         | Bernard de Dryver Pierre Dieudonné Pierre Rubens | De Tomaso Pantera      |             |
| 47          | Gr.4/5 | 105 |                         | Jean-Louis Lafosse J. P. Angoulet                | Porsche Carrera RSR    |             |
| 48          | Gr.4/5 | 108 | Sonauto                 | Claude Ballot-Léna Jean-Claude Morénas           | Porsche Carrera RSR    |             |
| 49          | Gr.4/5 | 109 |                         | Jean-François Piot Jean-Philippe Grand           | Porsche Carrera RSR    |             |
| 50          | Gr.4/5 | 110 |                         | Jean-Claude Andruet Michèle Espinosi-Petit       | Lancia Stratos         |             |
| 51          | Gr.4/5 | 112 |                         | Martial Delalande J. Balayer                     | Ligier JS2             |             |
| 52          | Gr.4/5 | 114 |                         | Gérard Larrousse Christian Delferrier            | Ligier JS2             |             |
| 53          | Gr.4/5 | 99  |                         | Marie-Odile Desvignes Brigitte Carrier           | Porsche 911S           |             |
| 54          | Gr.3   |     |                         | François Sérvanin J. Pin                         | Porsche Carrera RS     |             |
| 55          | Gr.3   | 4   |                         | Marcel Grue Jean Boissonet                       | Toyota Celica          |             |
| 56          | Gr.4/5 | 103 |                         | Hervé Bayard René Ligonnet                       | Porsche Carrera RS     |             |
| 57          | Gr.1   | 8   |                         | J. L. Billard G. Moreau                          | BMW 2002 TI            |             |
| 58          | Gr.2   |     |                         | Joel Bonnemaison G. Coisy                        | Simca 1000 Rallye 2    |             |
| 59          | Gr.1   | 16  |                         | Pierre Bos J. Malet                              | BMW 2002 TI            |             |
| 60          | Gr.4/5 | 93  |                         | M. Alibelli O. Peri                              | Alpine A110            |             |
| 61          | Gr.4/5 | 90  |                         | Gérard Cuynet J. Agat                            | Alpine A110            |             |
| 62          | Gr.4/5 | 96  |                         | C. Villon A. Villon                              | Alpine A110            |             |
| 63          | Gr.2   | 50  |                         | „Patou“                                          | Ford Capri RS          |             |
| 64          | Gr.4/5 | 94  |                         | Michel Julien P. Youjan Y. Celestin              | Alpine A110            |             |
| 65          | Gr.2   |     |                         | Philippe Mercier „Sial“                          | Audi 80                |             |
| 66          | Gr.3   |     |                         | Claude Laurent Jacques Marché                    | Porsche 911S           |             |
| 67          | Gr.3   | 61  |                         | Christian Lorang J. Jung                         | Alpine A110            |             |
| 68          | Gr.2   | 42  |                         | Maurice Nussbaumer Naud                          | Renault R12            |             |
| 69          | Gr.1   | 5   |                         | M. Henault G. Guérin                             | Fiat 124               |             |
| 70          | Gr.1   | 20  |                         | S. Delserre G. Michel                            | Mercedes-Benz 280E     |             |
| 71          | Gr.3   |     |                         | Jacques Diebolt J. P. Vast-Coulon                | Porsche Carrera RS     |             |
| 72          | Gr.4/5 | 101 |                         | Jean Égreteaud                                   | Porsche Carrera RS     |             |
| 73          | Gr.1   | 21  |                         | C. Coeuille „Sylvain“                            | Opel Commodore GS/E    |             |
| 74          | Gr.4/5 |     |                         |                                                  | Maserati Bora          |             |
| 75          | Gr.1   | 17  |                         | V. Arianoff Bernard Debusschere                  | BMW 2002 TI            |             |
| 76          | Gr.2   |     |                         | J. François Catala                               | NSU                    |             |
| 77          | Gr.1   |     |                         | „Sial“ „Louet“                                   | Alfa Romeo 2000        |             |
| 78          | Gr.2   | 43  |                         | Georges Houel J. Y. Goasdoue                     | Alfa Romeo GTAm        |             |
| 79          | Gr.3   |     |                         | Bernard Chenevière                               | Porsche Carrera RS     |             |
| 80          | Gr.2   |     |                         | Ove Andersson Freddy Kottulinsky                 | Toyota                 |             |
| 81          | Gr.1   | 15  |                         | „Jichelle“ Frank Caron                           | Alfa Romeo 2000 GTV    |             |
| 82          | Gr.2   | 51  |                         | Philippe Heuze G. Breton                         | Ford Capri RS          |             |
| 83          | Gr.3   | 60  |                         | Bruno Saby Pierre Thimonier                      | Alpine A110            |             |
| 84          | Gr.3   | 67  |                         | „Ardu“                                           | Porsche Carrera RS     |             |
| 85          | Gr.3   | 74  |                         |                                                  | Porsche 911            |             |
| 86          | Gr.4/5 | 91  |                         | „Charlotte“ Marie-José Hommel                    | Alpine A110            |             |

### Nur in der Meldeliste
Hier finden sich Teams, Fahrer und Fahrzeuge, die ursprünglich für das Rennen gemeldet waren, aber aus den unterschiedlichsten Gründen daran nicht teilnahmen.
| Pos. | Klasse | Nr. | Team | Fahrer                                     | Chassis           |
| ---- | ------ | --- | ---- | ------------------------------------------ | ----------------- |
| 87   | Gr.1   |     |      | Jean-Pierre Magalhaes Daniel Erculisse     | Alfa Romeo 2000   |
| 88   | Gr.4/5 |     |      | J. L. Gamma                                | Jidé 1600         |
| 89   | Gr.4/5 |     |      | M. Robini „Tchine“                         | Jidé 1800         |
| 90   | Gr.4/5 |     |      | Jean-Pierre Jaussaud Jean-Claude Perramond | Maserati Bora     |
| 91   | Gr.4/5 |     |      | Thierry Gore Wakisaka                      | Lamborghini Miura |

### Klassensieger
| Klasse | Fahrer                  | Fahrer            | Fahrzeug            | Platzierung im Gesamtklassement |
| ------ | ----------------------- | ----------------- | ------------------- | ------------------------------- |
| Gr.4/5 | Sandro Munari           | Mario Mannucci    | Lancia Stratos      | Gesamtsieg                      |
| Gr.3   | Dominique Thirry        | Jacques Henry     | Porsche Carrera RS  | Rang 3                          |
| Gr.2   | Jean-Claude Briavoine   | V. Laverne        | Ford Capri RS       | Rang 11                         |
| Gr.1   | Marie-Claude Charmasson | Christine Giganot | Opel Commodore GS/E | Rang 12                         |

### Renndaten
- Gemeldet: 91
- Gestartet: 86
- Gewertet: 32
- Rennklassen: 4
- Zuschauer: unbekannt
- Wetter am Renntag: unbekannt
- Streckenlänge: unbekannt
- Fahrzeit des Siegerteams: 3:24:50,500 Stunden
- Gesamtrunden des Siegerteams: keine
- Gesamtdistanz des Siegerteams: 5500,000 km
- Siegerschnitt: unbekannt
- Pole Position: keine
- Schnellste Rennrunde: keine
- Rennserie: 9. Lauf der GT-Europa-Meisterschaft 1973